# Tony Hicks (Basketballspieler)
Tony Hicks (* 15. März 1994) ist ein US-amerikanischer Basketballspieler.

## Laufbahn
Der aus South Holland (US-Bundesstaat Illinois) stammende Hicks war von 2012 bis 2015 Leistungsträger der Basketballmannschaft der University of Pennsylvania in der ersten NCAA-Division. Den höchsten Punkteschnitt seiner drei Jahre bei „Penn“ verbuchte er in der Saison 2013/14, als er 14,9 Zähler pro Begegnung erzielte sowie 2,9 Korbvorlagen je Spiel bilanzierte. Nach dem Ende des Spieljahres 2014/15 wechselte er innerhalb der ersten NCAA-Division an die University of Louisville. Nach dem Wechsel der Hochschule setzte er in der Saison 2015/16 aus, während er in dieser Zeit seinen Abschluss im Fach Soziologie erlangte. Im Januar 2017 zog sich Hicks einen Bruch der rechten Hand zu und passte folglich mehrere Wochen pausieren. In der Spielzeit 2016/17 stand er für Louisville in 23 Partien auf dem Feld und erzielte im Durchschnitt 3,7 Punkte je Einsatz.
Hicks begann seine Karriere als Berufsbasketballspieler im Herbst 2017 beim englischen Erstligisten Surrey Scorchers. Im Februar und März 2018 wurde er jeweils als „Spieler des Monats“ der BBL ausgezeichnet. Mit einem Punkteschnitt von 19,5 pro Spiel war Hicks in der Hauptrunde der BBL-Saison 2017/18 zweitbester Korbschütze der Liga. Darüber hinaus verbuchte er pro Begegnung fünf Rebounds und vier Korbvorlagen.
Im August 2018 wurde Hicks von den Rostock Seawolves (Aufsteiger in die 2. Bundesliga ProA) verpflichtet. Mit 14,4 Punkten je Begegnung war er bester Rostocker Korbschütze im Verlauf der Spielzeit 2018/19 und verbuchte mit 4,2 Korbvorlagen pro Einsatz einen weiteren Mannschaftshöchstwert. Nach dem Ende der Saison 2018/19 war Hicks zunächst vereinslos, Anfang November 2019 kehrte er nach Rostock zurück. Nach der Saison 2019/20 wurde der Vertrag von Hicks bei den Seawolves nicht verlängert. Ab Mitte Dezember 2020 spielte er wieder für die Surrey Scorchers in England. In 27 BBL-Hauptrundenspielen für Surrey erzielte er im Schnitt 15 Punkte. Der deutsche Zweitliga-Aufsteiger VfL SparkassenStars Bochum nahm ihn in der Sommerpause 2021 unter Vertrag. Im Anschluss an die Saison 2021/22 spielte Hicks im Sommer 2022 in Venezuela bei den Gigantes de Guayana.
Er stand 2022/23 bei Sluneta Ústí nad Labem in der Tschechischen Republik unter Vertrag, im Sommer 2023 holte der ungarische Erstligist ZTE KK aus der Stadt Zalaegerszeg den US-Amerikaner. 2024 setzte er seine Laufbahn bei Steaua Bukarest fort.